# Keüked-ün dalalga
Le keüked-ün dalalga (mongol : ᠬᠡᠦᠬᠡᠳ ᠦᠨ
ᠳᠠᠯᠠᠯᠭᠠᠬ, VPMC : qeüqed-ün dalalɣa, cyrillique : хүүхдийн далалга, MNS : khüükhdiin dalalga, littéralement : incantation [au] bébé), parfois abrégé en dalalga ou par erreur dalalya est un rituel mongol, pratiqué peu après la naissance, afin de garantir la bonne fortune du nouveau-né. Il ne relève pas de la religion, mais d'un folklore pouvant prendre différentes formes en fonction de la tribu et de la région concernées. Il est notamment pratiqué par les Myangad. 

## Étymologie
Le terme keüked-ün / khüükhdiin signifie bébé ou infantile.
Le mongol dalalga signifie « faire signe / attirer », dans le sens d’attirer la bonne fortune. Ce nom provient des gestes effectués par les officiants. Il s'agit d'une catégorie de rite propitiatoire, soit saisonniers, au printemps et en automne, soit conclusif ; chasse, départ de la fille donnée en mariage, soit enfin, sacrificiel, à une divinité du feu ou aux mânes de Gengis Khan. Les Ordos lors de la chasse pratiquent des dalalga (prière incantatoire).
D'après Kovalevski, le verbe dalalgakh (mongol : ᠳᠠᠯᠠᠯᠭᠠᠬᠣ, VPMC : dalalɣah, cyrillique : далалгах, MNS : dalalgakh), signifie « faire agiter, faire brandiller; faire faire signe de la main, faire appeler ».

## Description
D'après Krystyna Chabros, il existe trois points communs à toutes les tribus mongoles dans la façon dont le rituel se déroule, permettant de définir le dalalga : des gestes circulaires, le cri « qurui, qurui ! », et la finalité recherchée, qui est d'offrir une protection au nouveau-né. Elisabetta Chiodo précise qu'il s'agit « d'une des plus profondes expressions de la culture rituelle des Mongols ».

### Chez les Myangad
Selon l'une des descriptions orales du dalalga chez les Myangad, le bébé est soigneusement lavé trois jours après sa naissance, afin que le rituel puisse être pratiqué. Un mouton est abattu pour l'occasion. C'est généralement la sage-femme qui a assisté la naissance du bébé qui pratique ensuite ce rituel. La partie la plus valorisée du mouton, la croupe, généralement réservée aux hommes guerriers, est offerte en offrande. D'autres parties du mouton (base de la queue, tibia, et saucisse fabriquée à partir du gros intestin de la bête) sont placées dans un seau, puis la sage-femme les répartis autour de la jeune mère en s'exclamant qurui !. La jeune mère prend trois bouchées de l'intestin avant de le faire passer aux autres convives afin qu'ils y goûtent, puis toutes les parties du mouton sont découpées en tranches et mangées. La sage-femme donne un nom au nouveau-né à ce moment-là. La viande est disponible pour tous les convives pendant trois jours, puis elle est offerte aux parents du nouveau-né. Le père de l'enfant nettoie soigneusement le tibia du mouton et le garde dans un coffre : à l'avenir, la moelle pourra être utilisée en tant que goutte dans les oreilles pour guérir l'enfant d'éventuelles maladies des oreilles.
Une variante précise que le nombril du nouveau-né est immédiatement bandé après sa naissance, et qu'il est fait usage d'un sac spécifique, nommé šingee sav, encerclé et ouvert sur le dessus.